# Колдуэлл, Джон (боксёр)
Джон Ко́лдуэлл (ирл. John Caldwell; 7 мая 1938, Белфаст — 10 июля 2009, там же) — ирландский боксёр легчайших весовых категорий. В середине 1950-х годов выступал за сборную Ирландии: бронзовый призёр летних Олимпийских игр в Мельбурне, участник многих международных турниров и матчевых встреч. В период 1958—1965 боксировал на профессиональном уровне, владел титулом чемпиона Великобритании.

## Биография
Джон Колдуэлл родился 7 мая 1938 года в Белфасте. Активно заниматься боксом начал в раннем детстве, проходил подготовку в местном клубе «Иммакулата» под руководством тренера Джека Маккаскера. Благодаря череде удачных выступлений удостоился права защищать честь страны на летних Олимпийских играх 1956 года в Мельбурне — сумел дойти здесь до полуфинала наилегчайшего веса, после чего по очкам проиграл румыну Мирче Добреску.
Получив бронзовую олимпийскую медаль, Колдуэлл ещё в течение некоторого времени продолжал выходить на ринг в составе сборной Ирландии, принимая участие во всех крупнейших международных турнирах. Так, в 1957 году он одержал победу в матчевой встрече с командой Италии и побывал на чемпионате Европы в Праге, где, тем не менее, в первом же своём матче на турнире уступил немцу Манфреду Хомбергу, который в итоге занял первое место. Вскоре после этих соревнований решил попробовать себя среди профессионалов и покинул сборную (всего в его послужном списке 240 любительских боёв, из них 234 окончены победой).
Профессиональный дебют Колдуэлла состоялся в феврале 1958 года, своего первого соперника англичанина Билли Даунера он победил нокаутом уже во втором раунде. В течение двух последующих лет провёл множество удачных поединков и в октябре 1960 года завоевал титул чемпиона Великобритании в наилегчайшей весовой категории. Позже поднялся в легчайший вес и в 1962 году дрался за звание чемпиона мира с бразильцем Эдером Жофре — проиграл техническим нокаутом в десятом раунде. Также пытался стать чемпионом Британии и стран Содружества, боксировал со своим партнёром по олимпийской сборной Фредериком Гилроем, но во время матча получил серьёзное рассечение над глазом, и бой пришлось остановить.
Впоследствии Джон Колдуэлл ещё дважды пробовал заполучить титулы чемпиона Великобритании и стран Содружества, однако оба раза потерпел неудачу. Завершил карьеру спортсмена в конце 1965 года, после поражения от англичанина Монти Лода. Всего в профессиональном боксе провёл 35 боёв, из них 29 окончил победой (в том числе 14 досрочно), 5 раз проиграл, в одном случае была зафиксирована ничья. Был женат, воспитал дочь.
Умер в Белфасте 10 июля 2009 года от рака гортани.